# Judith Gautier
Louise Charlotte Ernestine Gautier, llamada Judith Gautier (París, 25 de agosto de 1846-Dinard, Bretaña, 17 de diciembre de 1917), fue una escritora, poeta, compositora y musicóloga francesa, conocida también bajo los seudónimos de Judith Walter y F. Chaulnes. En octubre de 1910, se convirtió en la primera mujer en pertenecer a la Academia Goncourt.

## Biografía
Judith Gautier era hija del escritor de novela romántica francesa Teófilo Gautier. Gracias a la influencia de su padre, pronto adquirió una vasta cultura musical y literaria, y se dedicó especialmente al conocimiento y cultivo de las letras orientales y los aires exóticos y colorísticos de Oriente, en su escala pentatónica. Con un mandarín, aprendió en París a hablar chino y, poco después, japonés, con un experto lingüista. 
En 1867, inició su copiosa producción literaria traduciendo al francés obras chinas, como El libro de Jade, con el seudónimo de Judith Walter. Luego, escribió novelas sobre asuntos orientales, con el seudónimo de F. Chaulnes. Contrajo matrimonio con el literato Catulle Mendès. Ferviente adoradora  de Richard Wagner, se hizo inmediatamente una de sus grandes epígonas, luego de acudir al Festival de Bayreuth, donde se hizo amiga y amó al maestro teutón, contrayendo con ello la más íntima de las amistades, al punto de haber influido al músico nada menos que el grandioso festival místico que es la cumbre de su arte, conocida con el título de Parsifal. A renglón seguido, tradujo la obra escénica de Wagner al francés.[cita requerida]
Obras musicales suyas son: La noche del final, premiada en el Festival Rossini de 1888, y La música para la bizarra exposición de 1900.[cita requerida]